# Kamran Şahsuvarlı
Kamran Shakhsuvarly est un boxeur azerbaïdjanais né le 6 décembre 1992.

## Carrière
Il remporte une médaille de bronze dans la catégorie des poids moyens aux Jeux olympiques d'été de 2016 à Rio de Janeiro en ne s'inclinant qu'en demi finale contre le cubain Arlen López. Il est médaillé d'argent des championnats d'Europe à Kharkiv en 2017 et médaillé de bronze aux championnats du monde de Hambourg en 2017. 

## Palmarès

### Jeux olympiques
- Médaille de bronze en -75 kg en 2016 à Rio de Janeiro, Brésil

### Championnats du monde de boxe amateur
- Médaille de bronze en -75 kg en 2017 à Hambourg, Allemagne

### Championnats d'Europe de boxe amateur
- Médaille d'argent en -75 kg en 2017 à Kharkiv, Ukraine